# Morona-Santiago
Morona-Santiago is een provincie in het zuidoosten van Ecuador. De hoofdstad van de provincie is Macas. 
De provincie heeft een oppervlakte van 23.797 km². Naar schatting zijn er 188.028 inwoners in 2018.
De provincie is genoemd naar de rivieren Morona en Santiago. De hoogste berg van de provincie is de actieve vulkaan Sangay (5.230 m).

## Kantons
De provincie bestaat uit twaalf kantons. Achter elk kanton wordt de hoofdplaats genoemd.
| Nr. | Kanton         | Inwoners | Oppervlakte | Hoofdplaats                      | Inwoners |
| --- | -------------- | -------- | ----------- | -------------------------------- | -------- |
| 1   | Gualaquiza     | 21.892   | 2.203 km²   | Gualaquiza                       | 9.157    |
| 2   | Huamboya       | 10.830   | 653 km²     | Huamboya                         | 1.312    |
| 3   | Limón Indanza  | 9.602    | 2.101 km²   | General Leonidas Plaza Gutiérrez | 3.982    |
| 4   | Logroño        | 7.484    | 1.218 km²   | Logroño                          | 1.382    |
| 5   | Morona         | 54.935   | 5.095 km²   | Macas                            | 22.398   |
| 6   | Pablo Sexto    | 2.267    | 1.371 km²   | Pablo Sexto                      | 1.031    |
| 7   | Palora         | 11.882   | 1.436 km²   | Palora                           | 5.748    |
| 8   | San Juan Bosco | 4.372    | 1.138 km²   | San Juan Bosco                   | 1.613    |
| 9   | Santiago       | 9.755    | 1.691 km²   | Santiago de Méndez               | 2.349    |
| 10  | Sucúa          | 23.504   | 1.298 km²   | Sucúa                            | 10.846   |
| 11  | Taisha         | 26.700   | 6.090 km²   | Taisha                           | 1.864    |
| 12  | Tiwintza       | 9.285    | 816 km²     | Santiago                         | 1.154    |

| Detailkaart |
| ----------- |
|             |
| Kantons     |